# بخش بستیا
بخش بستیا (به فرانسوی: Arrondissement de Bastia) یک بخش در فرانسه است که در کرس شمالی واقع شده‌است.